# Khilchipur
Khilchipur là một thị xã và là một nagar panchayat của quận Rajgarh thuộc bang Madhya Pradesh, Ấn Độ.

## Địa lý
Khilchipur có vị trí 24°02′B 76°34′Đ / 24,03°B 76,57°Đ Nó có độ cao trung bình là 394 mét (1292 feet).

## Nhân khẩu
Theo điều tra dân số năm 2001 của Ấn Độ, Khilchipur có dân số 15.321 người. Phái nam chiếm 51% tổng số dân và phái nữ chiếm 49%. Khilchipur có tỷ lệ 61% biết đọc biết viết, cao hơn tỷ lệ trung bình toàn quốc là 59,5%: tỷ lệ cho phái nam là 72%, và tỷ lệ cho phái nữ là 51%. Tại Khilchipur, 16% dân số nhỏ hơn 6 tuổi.